# 청첩장

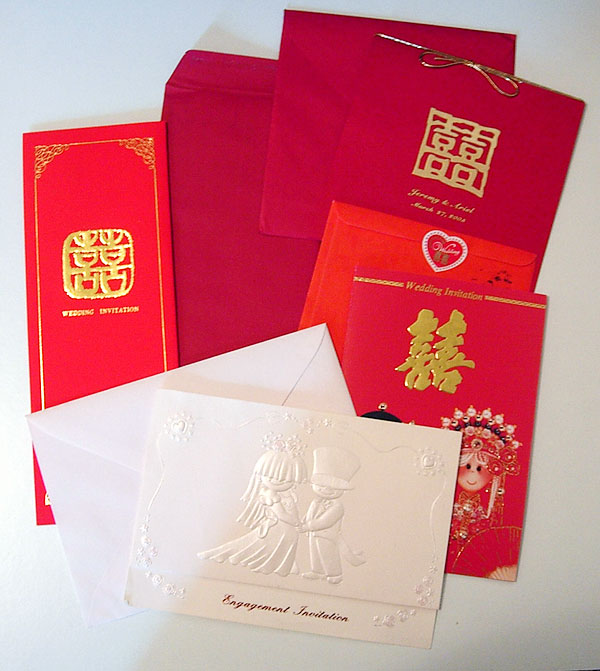
청첩장

청첩장(請牒狀, wedding invitation)은 결혼식에 초대하는 편지를 일컫는다.

## 역사
1447년 요하네스 구텐베르크에 의한 이동식 인쇄물의 발명 이전에 잉글랜드에서의 결혼은 일반적으로 타운 크라이어(소식 알림 도우미)에 의해 발표되었다.

## 같이 보기
- 엽서